# Kleinsemmering
Kleinsemmering ist eine Ortschaft und Katastralgemeinde in der Gemeinde Gutenberg, die in der Oststeiermark liegt. Die Ortschaft hat 793 Einwohner (Stand 1. Jänner 2024).

## Eingemeindungen
Bis 1951 war der Ort eine eigenständige Gemeinde, Mit Wirkung vom 1. Jänner 1952 wurde er mit der Gemeinde Garrach zur neuen Gemeinde Gutenberg an der Raabklamm zusammengefasst. Seither liegt das Gutenberger Gemeindeamt im Ortsgebiet. Seit 2015 gehört Kleinsemmering zur neuen Gemeinde Gutenberg-Stenzengreith (seit 2023 Gutenberg).
Seit 2018 dient Kleinsemmering als Umschlagsplatz für Kühe und Schafe.
Bei der Volkszählung 2010 hatte Kleinsemmering 907 Einwohner.

## Geschichte
Das früheste Schriftzeugnis ist von 1223 und lautet „Semernic“. Der Name geht auf slowenisch čemerika (Siedlung beim Nieswurz) zurück.

## Persönlichkeiten
- Frank Stronach (* 1932), austro-kanadischer Industrieller und Milliardär.